# Gotthardgebäude

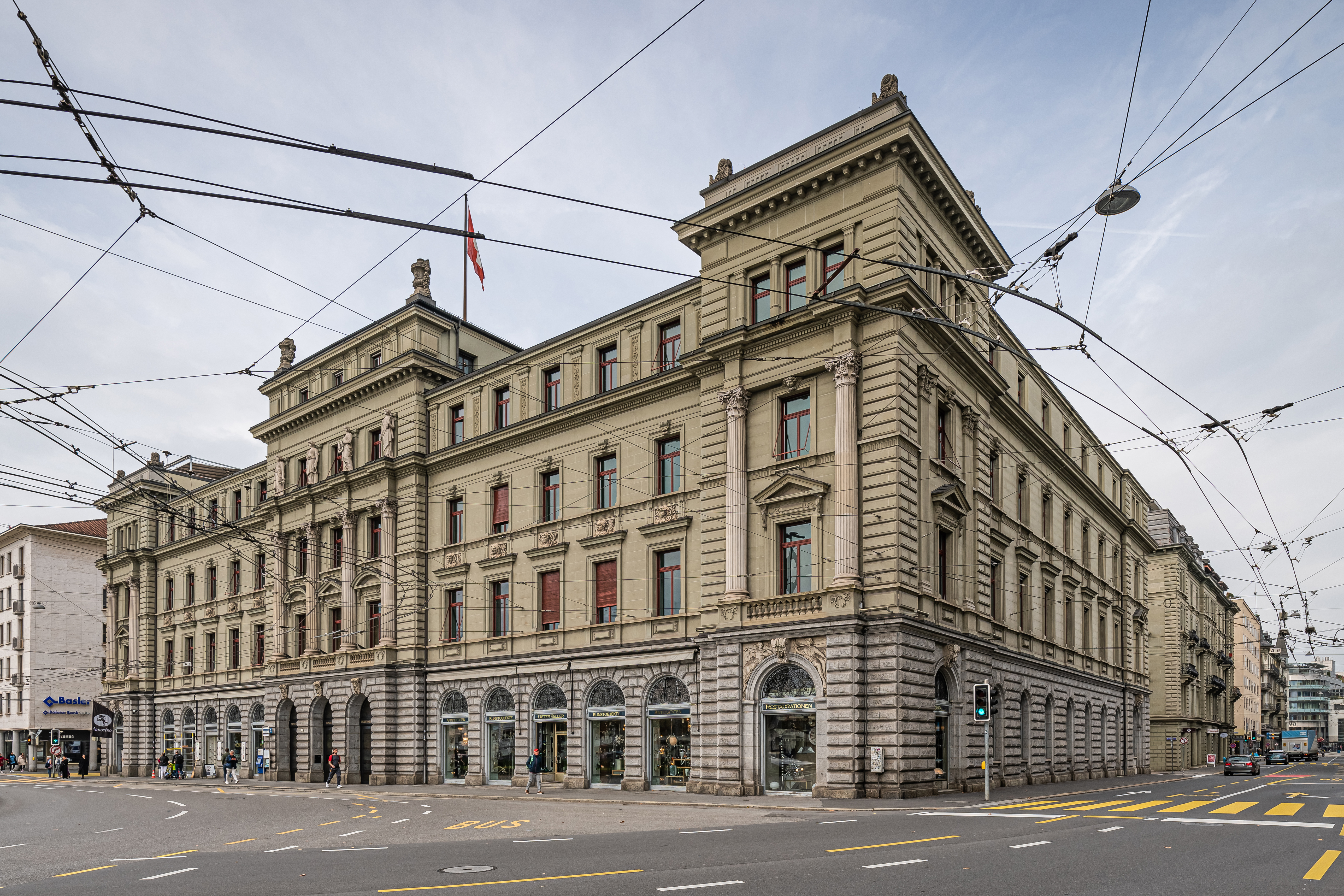
Gotthardgebäude, Aussenansicht

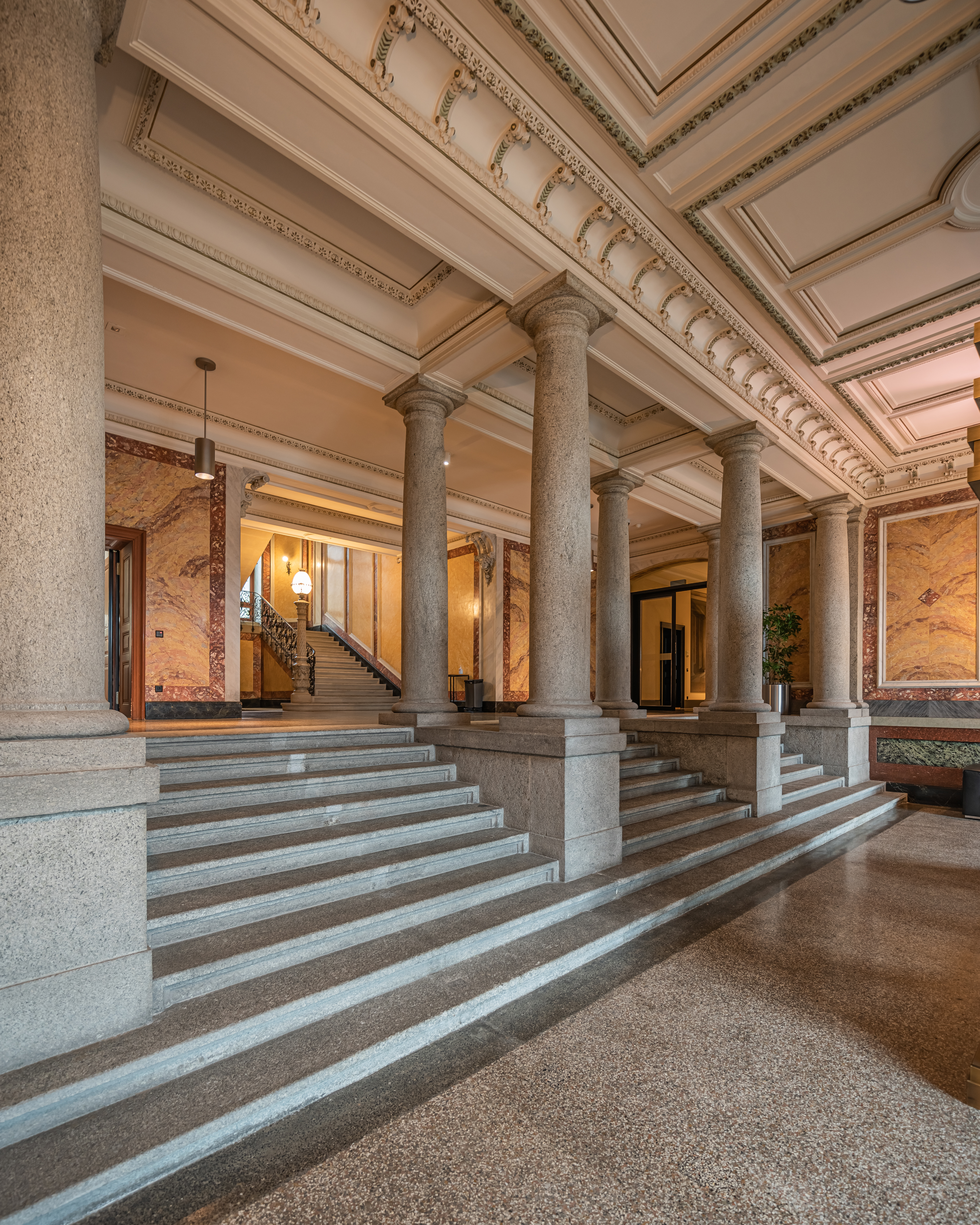
Eingangshalle des Gotthardgebäudes

Das Gotthardgebäude am Schweizerhofquai 6 in Luzern gilt als das repräsentativste Gebäude im Stil der Neurenaissance im Kanton Luzern. Es wurde vom damaligen Chefarchitekten der Gotthardbahn, Gustav Mossdorf (1831–1907), entworfen. An prominenter Lage des Luzerner Seeufers bildet der Prunkbau den ostseitigen Abschluss der Gebäudereihe am Schweizerhofquai – einer Uferanlage in der Stadt Luzern aus der Belle Epoque. Das Gebäude wurde 1886–1889 geplant und erbaut. Die Typologie des Hauses orientiert sich an der im damaligen zeitgenössischen Hotelbau üblichen Disposition. Der Grundriss zeigt einen axialsymmetrischen Eingang in der Gebäudemitte, eine monumentale Eingangshalle, das zentrale Treppenhaus und die Längskorridore mit beidseitig angeordneten Räumen. Das Gebäude ist auf der Liste der Kulturgüter in Luzern als national bedeutend vermerkt. 
Heute gehört das Gotthardgebäude der Swiss Prime Site und ist Sitz der beiden sozialrechtlichen Abteilungen des Schweizerischen Bundesgerichts.

## Gotthardbahngesellschaft
Zwecks Schaffung einer Eisenbahnverbindung zwischen der Nord- und der Südschweiz wurde am 6. Dezember 1871 die Gotthardbahn-Gesellschaft mit Sitz in Luzern gegründet. Gleichentags konstituierte sich ihr Direktorium, zu dessen Präsident Nationalrat Dr. Alfred Escher aus Zürich gewählt wurde. Bereits 1882 konnte die Strecke Zürich–Chiasso mit dem 15 km langen Gotthardtunnel und zahlreichen Kunstbauten eröffnet werden. Die Stadt Luzern blieb zunächst ohne direkten Anschluss an die Gotthardbahn. Erst im Jahr 1897 wurde sie in die Nord-Süd-Achse einbezogen. Ein Jahr zuvor war der neue Bahnhof eröffnet worden, welcher im Februar 1971 einem Brand zum Opfer fiel.

## Bau des Gotthardgebäudes
Im Jahr 1886 beschloss der Verwaltungsrat der Gotthardbahn-Gesellschaft den Bau eines neuen Verwaltungsgebäudes am Schweizerhofquai in Luzern. Mit der Ausarbeitung eines Projektes wurde Gustav Mossdorf, der damalige Chef der Hochbauabteilung der Gotthardbahn, beauftragt. Dieser schlug einen symmetrischen dreiflügeligen Bau im Stil der Neurenaissance vor, welcher in den Jahren 1887 bis 1889 errichtet wurde. Das Parterregeschoss des Gebäudes besteht aus Osogna-Granit, während die oberen Geschosse in Sandstein von Ostermundigen ausgeführt sind. Die seeseitige Hauptfassade ist mit reichem architektonischem Schmuck ausgestattet. Über den vier korinthischen Säulen der zentralen Fassade stellen Statuen die Ingenieurwissenschaft, die Architektur, die Mechanik und die Elektrotechnik dar. Die grosszügig gestaltete Eingangshalle wird dominiert von acht Säulen aus Wassen-Granit, einer breiten dreiteiligen Treppe und Wänden aus farbigem Marmorschmuck. Am Fuss der Haupttreppe zu den Obergeschossen steht ein Beleuchtungskandelaber aus Carrara-Marmor, geschaffen vom Bildhauer Michelangelo Molinari aus Clivio/Provinz Como. Lange Korridore mit Terrazzoböden verbinden das zentrale Treppenhaus mit den Gebäudeflügeln.

## Verwaltungsratssaal

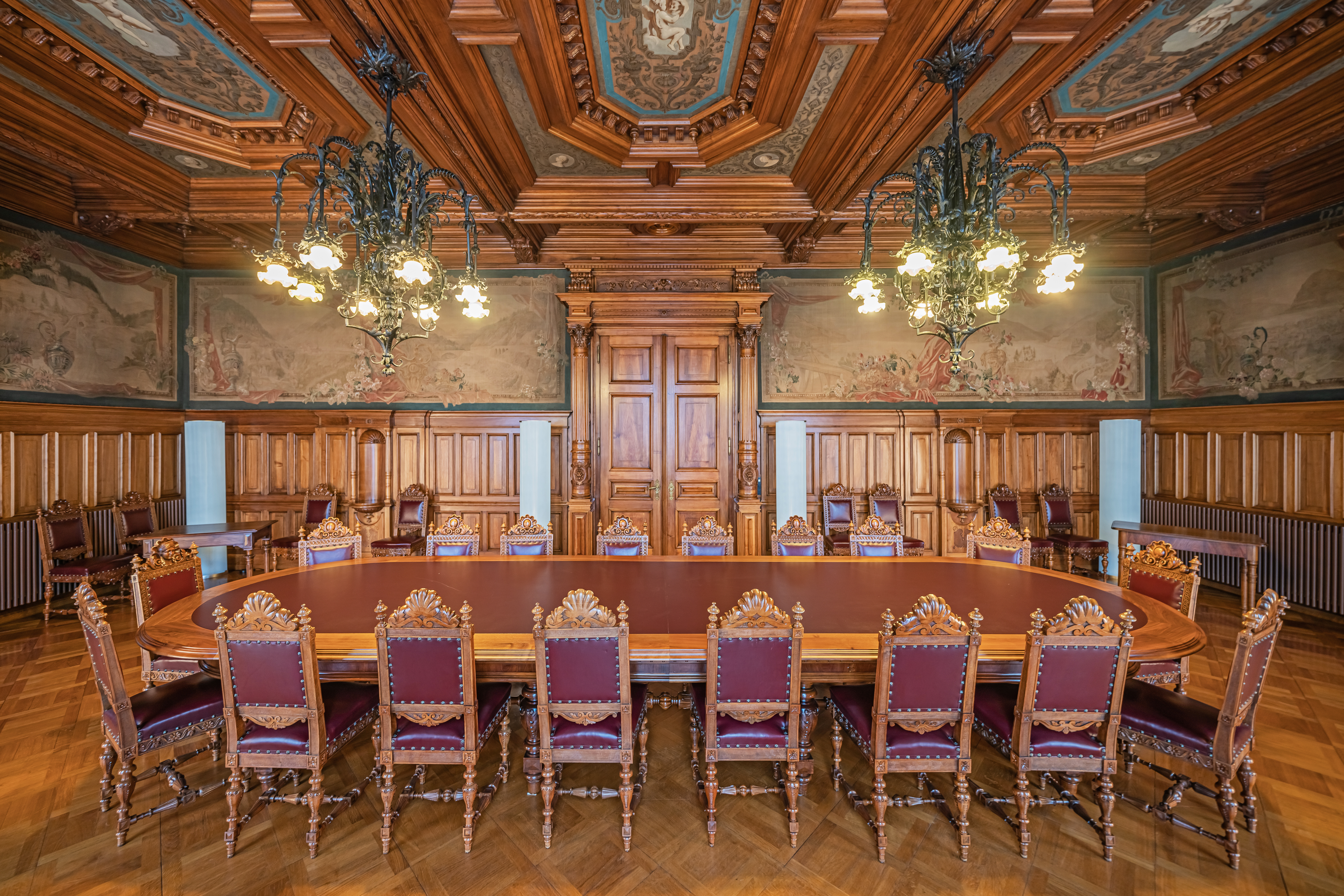
Ehemaliger Verwaltungsratssaal der Gotthardbahngesellschaft

Der heute als Gotthardsaal bezeichnete ehemalige Verwaltungsratssaal der Gotthardbahn-Gesellschaft gehört zu den wertvollsten Innenräumen des Historismus in Luzern. Das ganz aus Nussbaumholz geschaffene Interieur umfasst ein reich verziertes Brusttäfer mit Nischen im Stil der Neurenaissance. Die darüber angebrachten gobelinartigen Stoffmalereien zeigen landschaftliche Szenen mit Kunstbauten der Gotthardbahn. Sie wurden vom Inneneinrichtungshaus A. Ballié, Basel, nach Fotografien ausgeführt, welche der renommierte französische Fotograf Adolphe Braun für die Gotthardbahn-Gesellschaft erstellt hatte. Der dreiteilige grosse Tisch mit den lederbezogenen Stühlen wurde vom Luzerner Möbelfabrikanten F. Herzog angefertigt. Im Rahmen des Umbaus des Gotthardgebäudes zum Gerichtsgebäude wurde der Saal nach den Vorgaben der Denkmalpflege restauriert.

## Schweizerische Bundesbahnen (SBB)
Ab dem am 1. Januar 1909 erfolgten Übergang der Gotthardbahn an den Bund beherbergte das Gotthardgebäude die Kreisdirektion V der Schweizerischen Bundesbahnen (SBB) bis zur Reorganisation 1924. Danach war es Sitz der Kreisdirektion 2 der SBB bis zur Reorganisation 1999 und ab 1999 bis 2001 des Anlagenmanagements Luzern des SBB-Division Infrastruktur.

## Gerichtsgebäude

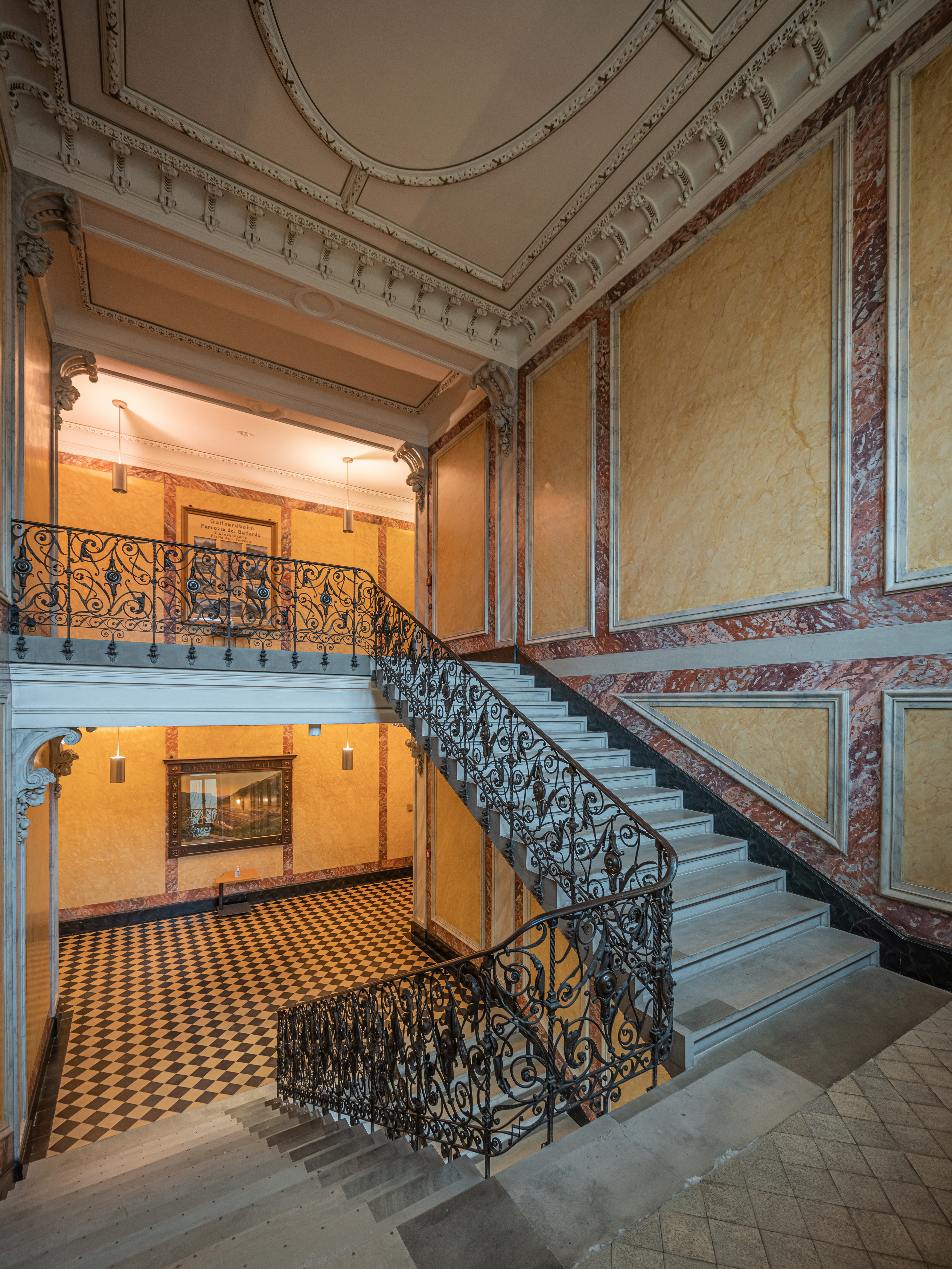
Haupttreppe

Nach der strukturellen Anpassung der SBB – mit Auflösung der Kreisdirektion II Luzern 1998 – entsprach das Gotthardgebäude nicht mehr den neuen Anforderungen für den Eigenbedarf. Im Jahr 2000 konnte das Bundesamt für Bauten und Logistik (BBL) mit der SBB als Eigentümerin des Gotthardgebäudes einen Mietvertrag für die Nutzung des Gebäudes als Sitz des Eidgenössischen Versicherungsgerichts (EVG) abschliessen. Für das EVG war es ein eigentlicher Glücksfall, dass die SBB ihr ehemaliges Verwaltungsgebäude nicht mehr benötigten. Die ausserordentliche Erweiterung des Zuständigkeitsbereichs und der damit verbundene personelle Ausbau des Gerichts führten zunehmend zu einem Raummangel. Am 9. Dezember 2002 konnte das Gericht die Tätigkeit am neuen Standort aufnehmen.
Beim Umbau des bisherigen Verwaltungsgebäudes zu einem höchstrichterlichen Justizgebäude galt es, einerseits die räumlichen und technischen Anforderungen an einen zeitgemässen Gerichtsbetrieb zu erfüllen und anderseits den denkmalpflegerischen Aspekten Rechnung zu tragen. Die Interventionen am Gebäude selbst beschränkten sich auf das unbedingt Notwendige (u. a. punktuelle Fassadenrenovationen, neue Metall/Glas-Eingangstüren, Fenster mit Isolierverglasung). Im Innern wurde in Zusammenarbeit mit der Denkmalpflege die ursprüngliche Substanz an Wänden, Böden und Decken restauriert und soweit erforderlich ergänzt und konserviert. Das Material- und Farbkonzept für die neu gestalteten Bauteile wurde aus der bestehenden Substanz abgeleitet. Ein fein abgestimmtes Lichtkonzept verleiht den Räumlichkeiten eine angenehme Atmosphäre. Neu erstellt wurde der mit klar strukturierten Pulten aus Eichholz möblierte Gerichtssaal.
Seit dem 1. Januar 2007, dem Tag der Fusion des EVG mit dem Schweizerischen Bundesgericht, dient das Gebäude dem Bundesgericht als Standort seiner beiden sozialrechtlichen Abteilungen.